# Table des caractères Unicode/UA960
Cette page contient des caractères spéciaux ou non latins. S’ils s’affichent mal (▯, ?, etc.), consultez la page d’aide Unicode.
Table des caractères Unicode U+A960 à U+A97F.

## Hangûl — jamos étendus — A(Unicode 5.2)
Jamos supplémentaires pour le vieil hangûl.

### Table des caractères
| en fr  | 0  | 1  | 2  | 3  | 4  | 5  | 6  | 7  | 8  | 9  | A  | B  | C  | D  | E  | F  |
| U+A960 | ꥠ | ꥡ | ꥢ | ꥣ | ꥤ | ꥥ | ꥦ | ꥧ | ꥨ | ꥩ | ꥪ | ꥫ | ꥬ | ꥭ | ꥮ | ꥯ |
| ------ | -- | -- | -- | -- | -- | -- | -- | -- | -- | -- | -- | -- | -- | -- | -- | -- |
| U+A970 | ꥰ | ꥱ | ꥲ | ꥳ | ꥴ | ꥵ | ꥶ | ꥷ | ꥸ | ꥹ | ꥺ | ꥻ | ꥼ |    |    |    |